# Kali (Croácia)
Kali é um município (Općina) da Croácia localizado no condado de Zadar.